# Crucify the Priest
Crucify the Priest är det amerikanska death metal-bandet Bludgeons andra studioalbum, utgivet 2002 av skivbolaget Metal Blade Records.

## Låtlista
1. "Smoke Screen" – 3:57
2. "Idle Distinction" – 4:17
3. "Tortured Through Lies" – 3:30
4. "Zero Tolerance" – 4:14
5. "Last Rites" – 2:44
6. "Voluntary Manslaughter" – 2:50
7. "Crucify the Priest" – 2:40
8. "Abandoned" – 2:42
9. "Bound" – 3:23
10. "Inner Hell" – 2:35
11. "Turmoil" – 3:24
12. "Stained in Blood" – 3:52

## Medverkande
Musiker (Bludgeon-medlemmar)
- Marc Duca – sång, rytmgitarr
- E (Eric Karol) – basgitarr
- Carlos Alvarez – sologitarr
- Chewy (Matt Dezynski) – trummor

Produktion
- Joey DeMaio – producent
- Jason Walsh – ljudtekniker